# (1866) Sisyphus
(1866) Sisyphus ist ein erdnaher Asteroid (Planetoid) vom Apollo-Typ.
Der Asteroid wurde am 5. Dezember 1972 von Paul Wild am Schweizer Observatorium Zimmerwald entdeckt und ist nach Sisyphos, einer bekannten Figur der griechischen Mythologie, benannt.
Am 25. November 1972 wurde der Asteroid von Diethart Ruhnow und dem damals 15-jährigen Stephan Petermann an der Schulsternwarte Rodewisch, in der damaligen DDR, fotografiert. Diese Vorentdeckungsfotografie wurde aber erst nach der Entdeckung gesichtet.
Sisyphus bewegt sich zwischen 0,8737 AE (Perihel) und 2,9131 AE (Aphel) in rund 2,6 Jahren um die Sonne. Die Bahnexzentrizität beträgt 0,5386, die Bahn ist mit 41,2° ungewöhnlich stark gegen die Ekliptik geneigt.
Sisyphus ist ein Asteroid des S-Typs mit einer Albedo von etwa 0,15. Er dreht sich in nur 2,4 Stunden um die eigene Achse und hat folglich eine außergewöhnlich schnelle Rotation. Mit einem Durchmesser von knapp 8,5 km ist Sisyphus der größte bekannte Apollo-Asteroid.

## Erforschung
Auf Radaraufnahmen des Arecibo-Observatoriums von 1985 wurde ein kleiner natürlicher Satellit von 0,8 km Durchmesser entdeckt, der Sisyphus begleitet.